# Južnaja (stanice metra v Moskvě)
Južnaja (rusky Южная) je stanice moskevského metra.

## Charakter stanice
Stanice se nachází na Serpuchovsko-Timirjazevské lince metra, v její jižní části. Je konstruována jako jednolodní, mělce založená (10 m pod povrchem), strop je omítnutý a stěny jsou obložené šedým mramorem. Má dva výstupy vedené po pevných schodištích do dvou podpovrchových vestibulů. Za stanicí se nacházejí odstavné koleje, které sloužily do roku 1985 pro ukončení linky. Veřejnosti slouží od 4. listopadu 1983 jako součást úseku Serpuchovskaja – Južnaja. V projektové dokumentaci má označení Dněpropetrovskaja.